# アダム徳永
アダム徳永（あだむとくなが）はセックスセラピスト、実業家。性に関するカウンセリング業務や学習教材用DVDの制作販売を手がける株式会社エヴァコミュニケーションズの代表。一般社団法人エヴァセラピー協会代表理事。
セックスセラピストとして活動し、「スローセックス」を提唱、多くの著書やDVDの出版・監修を手がけている。リック西尾名義では英語関連の著書を執筆している。

## 来歴
1954年（昭和29年）、岐阜県に生まれる。1985年（昭和60年）、画家を目指しアメリカに渡る。ワシントンD.C.でイラストレーターの仕事を行う。1987年（昭和62年）、ロサンゼルスに移り、「リック西尾」名義で独立、タウン誌に4コマ漫画を連載していた。
1988年（昭和63年）、ロサンゼルスでマッサージテクニシャンの資格を取得。ビバリーヒルズを中心に活動し、多くのセレブリティを顧客に抱えた。この時期に、女性の体には深い性感帯があることを知り、性感帯開発の研究を始める。
1991年（平成3年）、帰国。イラストレーターとしての活動を再開し、出版や広告のイラストを手がける。また、英会話に関する著書の執筆や絵本の出版も行う。
1992年（平成4年）、「M&Wオーガズム研究所」を設立。14年の研究期間を終え、「アダム性理論」とそのテクニックを確立し、それをスローセックスと命名する。。2004年（平成16年）、東京都六本木にて、日本初のスローセックスの理念とメソッドを指導する「アダムスクール」を設立。。

## 人物
日本性機能学会会員。

## 出版物

### 書籍

#### リック西尾名義
- 1・2・3 ZOO 知育・発育えほん（1995年6月29日、PHP研究所）
- あいうえお ZOO 知育・発育えほん（1995年6月29日、PHP研究）
- いろいろ ZOO 知育・発育えほん（1995年11月15日、PHP研究所）
- かくれんぼ ZOO 知育・発育えほん（1996年4月15日、PHP研究所）
- ABC ZOO 知育・発育えほん（1996年7月15日、PHP研究所）
- あかちゃんおげんきですか知育・発育えほん（1996年9月15日、PHP研究所）
- 覚えまくる英単語―生活実用単語1400（1996年10月14日、明日香出版社）
- 覚えまくる大学入試英単語必修1500（1997年4月、明日香出版社）
- CD覚えまくる大学入試英単語（1997年4月、明日香出版社）
- 覚えまくる英語表現1400―朝から夜までの動作表現（1998年3月30日、明日香出版社）
- リック式メソッド 右脳で覚えるTOEIC英単語―スコア600をめざす1500単語（1998年5月20日、講談社+α文庫）
- 右脳でラクラク覚える会話のための英単語―英検2級レベル（1998年12月16日、講談社+α文庫）
- 右脳全開!!奇跡の英文法―会話のためのセオリーを覚える1000文型（1999年4月20日、講談社+α文庫）
- 右脳でレベルアップ!!730点もねらえるTOEICテスト英単語（1999年9月20日、講談社+α文庫）
- リック式メソッド 右脳で覚えるTOEICテスト イディオム（2000年2月20日、講談社+α文庫）
- リック式メソッド 右脳で覚えるTOEICテスト基礎英単語（2000年7月20日、講談社+α文庫）
- MD版 右脳で覚えるTOEICテスト基礎英単語（2000年7月20日、講談社+α文庫）
- 右脳英語速習 意外と言えない日常動作表現―「外食する」「おしっこをする」…（2001年1月20日、講談社+α文庫）
- リック英語道場 右脳で速習するTOEICテスト英単語 必修編・スコア600〜730レベル（2001年7月4日、PHP研究所）
- 100の私になりきって英語表現力をつけよう ― イメージを描いて音読する（2001年8月、ベレ出版）
- 右脳英会話速習 必須基本動詞40完全マスター（2001年9月20日、講談社+α文庫）
- 40日右脳ラクラク記憶法 TOEICテスト絶対出る英単語1500（2002年1月20日、講談社+α文庫）
- TOEICテスト実践基礎講座 英語で自己紹介できますか?（2002年2月23日、宝島社新書）
- 自分のことを英語で言えますか?（2002年7月15日、PHP文庫）
- 右脳速習・TOEICテスト英単語―リックメソッドで目指せ600点突破!（2002年9月17日、PHP文庫）
- リック英語道場 右脳で速習するTOEICテスト英単語 実践編―スコア630〜750レベル（2003年3月12日、PHP研究所）
- マンガ 吾輩は言ってはいけない英語をしゃべる犬である（2003年8月2日、講談社）
- ファニー・キャッツの英語でおしゃべり―10匹のネコの会話で学ぶ日常英語（2003年8月30日、日本文芸社）
- 英語で1日すごしてみる―起きてから寝るまで、意外に知らない口語表現（2003年9月17日、PHP文庫）
- 自分の気持ちをていねいに表現したいあなたへ（2004年3月31日、明日香出版社）
- ヤバいくらい覚えられるTOEIC英単語スコア６４０（2017年7月1日,KKロングセラーズ）
- ヤバいくらい使える英文法１０００（2017年9月１日、KKロングセラーズ）
- ヤバいくらい使える英会話基本動詞（2017年10月1日、KKロングセラーズ）
- ヤバいくらい使える日常動作英語表現１１００（2017年11月1日、KKロングセラーズ）
- ヤバいくらい覚えられる会話のための英単語（2017年12月１日、KKロングセラーズ）
- ヤバいくらい使える英語で自己紹介100人（2018年1月1日、KKロングセラーズ）
- ヤバいくらい使える日常生活必修英単語（2018年2月１日、KKロングセラーズ）
- ヤバいくらい使える英語慣用句１４００（2018年3月1日、KKロングセラーズ）
- ヤバいくらい使える「起きてから寝るまで」英会話（2018年4月1日、KKロングセラーズ）

#### アダム徳永名義
- ついキャバクラで話したくなるエッチな雑学の本（2002年3月1日、ロングセラーズ）
- 性感マッサージ愛撫の本（2003年6月30日、データハウス）
- オーガズムマッサージ（2005年5月20日、データハウス）
- True love スローセックスのすすめ（2005年5月30日、WAVE出版）
- Perfect Lovers 今夜からはじめる二人の「絆」の深めかた（2006年10月1日、大和出版）
- スローセックス実践入門 真実の愛を育むために（2006年10月20日、講談社+α新書）
- アダム徳永の体位指導講座（2007年2月15日、データハウス）
- スローセックス完全マニュアル 実践イラスト版（2007年7月3日、講談社）
- 直伝DVD版　アダム徳永のスローセックス―はじめてのアダムタッチ―（2007年12月18日、講談社）
- イッたフリはもう、しない。二人で育てるスローセックス（2008年1月24日、講談社）
- 妻を愛する技術 スローセックスから日常の会話まで（2008年1月20日、講談社+α新書）
- スローセックス 彼を虜にする愛の教科書（2008年3月31日、日本文芸社）
- スローセックス デザートkcデラックス（2008年5月、講談社）絵：成海柚希、市川しんす
- 毎日使える!ほめ言葉 女性を喜ばせる作法（2008年7月7日、PHP研究所）
- Adam for men ― 今まで語られなかったスローセックスの神髄（2008年7月、講談社）
- アダム徳永責任編集 『アダム』（2008年8月、講談社）
- アダム徳永のスローセックス指導講座 初級編 adamスクール公式マニュアル（2008年8月20日、データハウス）
- スローセックス男の持続力コントロール法（2008年10月14日、講談社）
- 「きれい」だと言われる女性が気をつけていること（2008年11月11日、PHP研究所）
- スローセックス2 自分史上最高h計画 デザートkcデラックス（2009年3月、講談社）絵：成海柚希、市川しんす
- スローセックスの奇跡1000人の女性を癒した「性のカルテ」（2009年3月20日、講談社+α新書）
- スローセックス・レポート 50人の女性が証言する愛と悦びの技術（2009年4月23日、マガジンハウス）
- 出世する男はなぜセックスが上手いのか?（2009年7月30日、幻冬舎）
- 実践イラスト版 スローセックス完全マニュアルII-ふたりタッチ編-（2009年10月27日、講談社）
- アダム徳永の夜恋・カウンセリング 彼とのベッドが少しだけ不安なあなたへ（2009年12月24日、講談社）
- アダム徳永のスローセックス指導講座 中級編（2010年1月、データハウス）
- 「たった3分」からの大逆転 男の「早い」は才能だった!（2010年2月10日、講談社）
- DVDでわかるアダム徳永のスローセックス―最高のエクスタシー術―（2010年5月30日、日本文芸社）
- 最高の快感に達する「スローセックス」の教科書（2010年7月20日、三笠書房）
- スローセックス相談所（2010年10月22日、講談社）絵：市川しんす
- 幸せな結婚をするための教科書（2011年6月24日、PHP研究所）
- 聴く!スローセックス for women（2011年7月2日、主婦の友社）
- 聴く!スローセックス for men（2011年7月2日、主婦の友社）
- モテる男の技術（2011年10月30日、日本文芸社）
- 実践イラスト版スローセックス完全マニュアル（2011年11月20日、講談社＋α文庫）
- なぜかモテる男のほめる技術（2011年11月21日、PHP研究所）
- DVDでわかるアダム徳永のスローセックス　ふたりのLOVEマッサージ術（2011年11月30日、日本文芸社）
- DVDでわかるアダム徳永のスローセックス　ふたりで感じ合う究極のLOVEマッサージ＆セックス（2011年12月30日、日本文芸社）
- 男の教科書（2011年12月19日、中経出版）
- 傷つきたくないあなたのスローセックス（2012年1月20日、講談社＋α文庫）
- スローセックスのすすめ（2012年3月15日、講談社文庫）
- 50代からのスローセックス-人生の黄金期を迎えるために-(2012年10月20日、新潮社）
- スローセックス・コンプリートブック（2013年2月18日、宝島社）
- 「自分好き」な女ほど、愛される（2013年7月8日、PHP研究所）
- 『OVER60 　60歳からはじめる愛と青春』（2013年11月8日、講談社）
- モテる男になる50のテクニック（2017年11月30日、日本文芸社）
- 男は女を知らない（2017年12月20日、講談社）
- スローセックス彼をその気にさせる方法（2018年4月10日、日本文芸社）

### DVD
- アダム徳永のスローセックス大全（2008年8月、マクザム）共演：加藤ツバキ
- アダム徳永スローセックス アダム・テクニック for MEN（2010年2月26日、マクザム）
- アダム徳永スローセックス エヴァ・テクニック for WOMEN（2010年2月26日、マクザム）
- アダム徳永スローセックス アダム&エヴァ・テクニック ツインパック（2010年2月26日、マクザム）
- アダム徳永のスローセックス プライベートシリーズ Vol.1 倉本彩編（2010年8月3日、エヴァ）共演：倉本彩
- アダム徳永のスローセックス プライベートシリーズ Vol.2 細川まり編（2010年8月3日、エヴァ）共演：細川まり
- アダム徳永のスローセックス プライベートシリーズ Vol.3 つゆの優編（2010年8月3日、エヴァ）共演：つゆの優
- アダム徳永のスローセックス プライベートシリーズ Vol.4 牧野遙編（2010年8月3日、エヴァ）共演：牧野遙
- アダム徳永のスローセックス プライベートシリーズ Vol.5 佐々木いちか編（2010年8月3日、エヴァ）共演：佐々木いちか
- アダム徳永の早漏克服講座（2012年2月、マクザム）

### 海外出版物
- SLOW SEX SECRETS （2008年、Vertical,Inc.,USA）
- 緩慢性愛実踐入門　（2008年11月、究竟出版社、台灣）
- 歩驟全圖解―緩慢性愛實踐手冊（2009年6月、究竟出版社、台灣）
- 슬로우 섹스　（2009年6月、바우하우스、韓国）
- 完美伴侣　缓慢性爱（2009年7月、重慶出版社、中国）
- SLOW SEX for girl （2009年12月、晨星出版、台灣）
- 愛愛診療室①②（2009年11月、東立出版社、台灣）
- 影音直授　緩慢性愛　（2009年12月、究竟出版社、台灣）
- 50位女性親身體驗報告書 （2010年3月、三采文化出版事業、台灣）
- 極致挑逗―雙人共撫全圖解120招（2011年9月、究竟出版社、台灣）
- 美女的條件。（2012年4月、高實國際出版、台灣）
- 真男人★教科書（2013年3月、凱特文化、台灣）
- 慢慢愛：譲持久力大幅提升的超強秘訣（2014年7月、晨星出版、台湾）